# Bloody Kisses
Bloody Kisses – trzeci album grupy Type O Negative. Został wydany dwukrotnie. Po raz pierwszy w roku 1993. Jest to najbardziej znana wersja tego albumu. Znajdują się na niej wszystkie utwory z wyjątkiem "Suspended In Dusk".
Autorem wszystkich utworów (z wyjątkiem "Summer Breeze" – coveru Seals and Crofts) był Peter Steele.

## Lista utworów
1. Machine Screw
2. Christian Woman
3. Black No.1 (Little Miss Scare-All)
4. Fay Wray Come Out and Play
5. Kill All the White People
6. Summer Breeze
7. Set Me on Fire
8. Dark Side of the Womb
9. We Hate Everyone
10. Bloody Kisses (A Death in the Family)
11. 3.O.I.F.
12. Too Late: Frozen
13. Blood & Fire
14. Can't Lose You

### Edycja z 1994 roku
1. Christian Woman
2. Bloody Kisses (A Death in the Family)
3. Too Late: Frozen
4. Blood & Fire
5. Can't Lose You
6. Summer Breeze
7. Set Me on Fire
8. Suspended in Dusk
9. Black No.1 (Little Miss Scare-All)

## Twórcy
- Peter Steele – śpiew, gitara basowa
- Kenny Hickey – gitara prowadząca
- Josh Silver – instrumenty klawiszowe
- Sal Abruscato – perkusja